# Hyalyris centralis
Hyalyris centralis är en fjärilsart som beskrevs av Otto Staudinger 1885. Hyalyris centralis ingår i släktet Hyalyris och familjen praktfjärilar. Inga underarter finns listade i Catalogue of Life.